# Jana Bodnárová
Jana Bodnárová, slovaška književnica in umetnostna zgodovinarka, * 21. junij 1950, Jakubovany.

## Življenje
Leta 1965 se je vpisala na splošno gimnazijo v Liptovskem Mikulášu, 1968 maturirala in nadaljevala s študijem umetnostne zgodovine. Nekaj časa je študirala tudi bibliotekarstvo in latinščino. Za deset let se je zaposlila kot arhivarka zgodovinsko-umetnostnih del v Prešovu in pisala članke o sodobni umetnosti.
V začetku devetdesetih let se je odločila za svoboden poklic književne ustvarjalke. Začela pa je ustvarjati tudi videpoezijo in jo predstavljati tako doma kot v tujini (Lux Centre v Londonu, 1998, kulturni center v Lodžu, 1998, Balázs Béla Studio v Budimpešti, 1999, Zamek Ujazdowski v Varšavi, 1999, mednarodni festival ženskega videa v Novem Sadu, 2000). Živi v Košicah. 

## Delo
Njen opus obsega dvajset proznih in pesniških del za odrasle in otroke, gledališke in radijske igre ter dva televizijska scenarija. 
Proza
- Aféra rozumu (1990) / Afera razuma
- Neviditeľná sfinga (1991) / Nevidna sfinga
- Z denníkov Idy V. (1993) / Iz dnevnika Ide V.
- Bleskosvetlo / Bleskotma (1996)
- Závojovaná žena (1996) / Osvojena ženska
- 2 cesty (1999) / 2 cesti
- Tiene papradia (2002) / Sence praproti
- Insomnia (2005) / Pozgodbe – slov. članka A. Pleterskega (2012)
- Takmer neviditeľná (2008) / Skoraj nevidna

Poezija
- Terra nova (1991)
- ŠE - PO - TY (1995)
- Blíženci (2000) – besedila pesmi izdana pod psevdonimom Johanna Blum

Literarna dela za otroke in mladino
- Roztrhnuté korálky (1995) / Raztrgane kroglice
- Dievčatko z veže (1999) / slov. prevod Punčka iz stolpa (2013)
- Malí, väčší, ešte väčší (2000) / Majhna, večja, še večja
- Barborkino kino (2001)
- Kaj sem videla pri jezeru (dvojezično delo v soavtorstvu z umetnikom Jurajem Bartuszem, 2003)

Drama
- Spiace mesto (1987) / Speče mesto – enodejanka, nastalo po motivu slike P. Delvauxa, uprizorjena v okviru Dnevov eksperimentalnega gledališča v Ukrajinskem narodnem gledališču v Prešovu; skupaj z enodejankama Kozoroh, Nohy / Kozorog, Noge izšlo 1990 v samozaložbi
- Sobotná noc (2000) / Sobotna noč – v zborniku DRAMA; uprizorjeno 2003 v gledališču Alexandra Duchoviča v Prešovem

Scenarija za film
- Smutný valčík (1997) / Žalostni valček
- Fragmenty z malomesta (2000) / Malomeščanski odlomki

Dela za radio
- Osamelosť dvoch izieb (1990) / Osamljenost dveh sob
- Interview (1992) / Intervju
- Mlčanie Emilky D. (1993) – igre za otroke / Molčanje Emilke D.
- Starec a počítačový chlapec (1995) – igre za otroke / Starec in računalniški fant
- Tancovanie v kruhu (1998) / Plesanje v krogu
- Prípad (2000) / Primer
- Ona (2002) – monodrama / Ona